# Graniteville-East Barre
Graniteville-East Barre fue un lugar designado por el censo ubicado en el condado de Washington en el estado estadounidense de Vermont. En el año 2000 tenía una población de 2,136 habitantes y una densidad poblacional de 118 personas por km².

## Geografía
Graniteville-East Barre se encuentra ubicado en las coordenadas 44°9′32″N 72°28′5″O / 44.15889, -72.46806.

## Demografía
Según la Oficina del Censo en 2000 los ingresos medios por hogar en la localidad eran de $36,488 y los ingresos medios por familia eran $40,069. Los hombres tenían unos ingresos medios de $26,385 frente a los $22,284 para las mujeres. La renta per cápita para la localidad era de $16,153. Alrededor del 8.4% de la población estaban por debajo del umbral de pobreza.